# 奪面雙雄
《奪面雙雄》（英語：Face/Off）是一部1997年的美國動作片，由香港導演吳宇森執導，內容讲述一名联邦调查局探員与恐怖分子通過「換面」技術交換身份並最终擊敗劫匪的故事。

## 劇情
西恩·艾契（約翰·屈伏塔飾）是聯邦調查局的高級探員，20多年的警探生涯辦過無數大案子，可是他終其一生都在追捕奸詐狡猾的恐怖份子卡斯特·特洛伊（尼可拉斯·凱吉飾），而無惡不作的卡斯特也正是殺害艾契獨生子的兇手，當年艾契帶兒子去遊樂園玩，卡斯特則趁機暗殺他，但艾契只是身受重傷而他的孩子麥可不幸身亡，讓艾契發誓要親自抓他到案入網。
六年後終於在多次線人的密告之下，艾契終於有機會親自逮捕他歸案，趕在卡斯特與他弟弟波利克斯搭機逃亡之前將他們繩之以法，在一陣槍戰之後，以損傷七名探員為代價，卡斯特被噴氣式發動機推到護欄上撞成植物人。艾契原本以為一切都結束了，沒想到卻從波利克斯的口中得知，卡斯特在被捕之前已經將威力強大的化學炸彈放置在某個人潮眾多的公共場合，無論警方如何逼問，波利克斯寧死都不願說出炸彈地點。就在束手無策之際，艾契的長官提出「換臉」計劃，即透過高科技的整容手術，將艾契與卡斯特的容貌對換，再讓假扮成卡斯特的艾契以「卡斯特」身份混進監獄中，讓波利克斯以為哥哥復活，並說出炸彈地點。
多年來艾契與卡斯特的對立，已使得艾契的妻子與女兒生活在恐怖之中，從事醫生一職的伊芙·艾契（瓊·愛倫飾）雖不知艾契的新任務為何，但仍不得不同意。這項換臉計劃為聯邦調查局的高度機密，只有主事的醫師與三位聯邦調查局長官知情，剛開始一切都順利進行，換臉後的假卡斯特（艾契）混入監獄之中，但原本昏迷中的卡斯特卻清醒過來，狡猾的他決定將計就計，第一步先強迫唯一能從事此項技術的醫師與知情的聯邦調查局探員給自己換成艾契臉孔，再將他們殺害滅口。隨後卡斯特假冒艾契聯邦調查局高級探員的身份回到工作崗位，拆除他安裝的化學炸彈，濫用職權釋放其弟，並現身在真正的艾契面前挑釁對方，隨後卡斯特光明正大的回到艾契家中，與不知情的伊芙過著正常夫妻生活，同樣不知情的女兒潔米卻把特洛伊當父親看待，就這樣一代梟雄變英雄，壞人變好人。
真正的艾契在走投無路之際只能選擇逃獄，走投無路的他跑到特洛伊妻子薩沙的哥哥迪特里希的大本營暫避風頭，但是特洛伊的弟弟暗中監視將情形上報給特洛伊，於是特洛伊帶隊來圍剿，一來可以剷除競爭對手，二來可以除掉艾契。在FBI與迪特里希幫派的交火中，特洛伊將迪特里希殺害，而艾契在受傷逃脫時也將特洛伊的弟弟殺害，而薩沙則帶著特洛伊的孩子亞當逃離。受傷的艾契來到自己的家中碰見妻子伊芙，艾契先安撫自己的妻子告知真相，怕她不信於是講出當時約會的往事、自己的血型和只有兩夫妻才知道的肢體動作才打消伊芙的疑慮。伊芙告知艾契隔天特洛伊會參加艾契上司維克多的葬禮，特洛伊先前的圍剿行動引起維克多的不滿，特洛伊反過來將其殺害並偽裝成心臟病發作的假象，這樣特洛伊就會成為代理局長，而艾契打算在葬禮中將特洛伊殺害，並安排薩沙和亞當遠離此地，原本艾契也打算讓伊芙母女暫避風頭，但是伊芙擔心特洛伊會起疑因此決定留下，至於潔米伊芙會用別的理由矇騙過去。
葬禮結束後，在艾契與特洛伊對峙中特洛伊的部下將伊芙帶來並脅持伊芙當人質，特洛伊才告訴他們六年前他原本暗殺的目標本來就是艾契，但不幸打中他的兒子的事實。此時為替兄報仇的薩沙也及時趕到，雙方發生交火，特洛伊的部下全被艾契擊斃，薩沙為掩護伊芙不幸身亡，死前請求艾契照顧他的孩子並希望他們的孩子長大不要成為他們那一類的罪犯。被特洛伊部下帶來的潔米看見假父親正被艾契爆打時及時舉槍制止艾契，潔米不知道換臉後的艾契真實身分，在特洛伊的挑撥下潔米開槍擊中了艾契，特洛伊脅持潔米並要脅艾契放下武器，但潔米拿出特洛伊早期給他的蝴蝶刀刺傷特洛伊後脫身。
經過一番追逐後，艾契終於將特洛伊殺死，趕來的FBI探員在伊芙告知才得知換臉後的艾契真實身分，伊芙和潔米趕來告知華府已經請來最優秀的外科醫生才使艾契放下心。事後換回臉的艾契將亞當帶回自己的家並請求伊芙收留，以實現他與薩沙的約定。

## 演員
- 約翰·屈伏塔 飾 肖恩·阿徹與卡斯特·特洛伊
- 尼古拉斯·基治 飾 卡斯特·特洛伊與肖恩·阿徹
- 鍾·艾倫 飾 伊芙·阿徹
- 亚历桑德罗·尼沃拉 飾 波利克斯·特洛伊
- Gina Gershon 飾 薩沙·哈斯勒
- 多明妮克·史旺 飾 潔米·艾契
- 尼克·凱薩維茲 飾 迪特里希·哈斯勒
- Harve Presnell 飾 Victor Lazarro
- 科魯姆·費奧瑞 飾 Dr. Malcolm Walsh
- C. C. H. Pounder 飾 Dr. Hollis Miller
- John Carroll Lynch 飾 Walton the Erehwon prison guard
- Robert Wisdom 飾 Tito
- 托马斯·简 飾 Burke Hicks
- James Denton 飾 Buzz
- 趙牡丹 飾 Wanda
- 馬特·羅斯 飾 Loomis
- 克里斯·鮑爾 飾 Dubov
- 丹尼·馬斯特森 飾 Karl

## 製作
本片的主體拍攝於1996年10月31日開始，於洛杉矶進行製作。

## 參注
1. ↑  BBFC. . www.bbfc.co.uk.   [2021-01-02]. （原始内容存档于2021-01-02） （英语）.
2. ↑  .   [2010-08-31]. （原始内容存档于2018-07-14）.
3. 開眼電影網上《奪面雙雄》的資料（繁體中文）
4. ↑  Fuson, Brian. . The Hollywood Reporter 344 (50). 1996-11-19: 19-20, 22, 24-27, 30-40, 130 （美国英语）.ProQuest 2362096160

## 外部連結
- AllMovie上《奪面雙雄》的资料（英文）
- 互联网电影数据库（IMDb）上《奪面雙雄》的资料（英文）
- 爛番茄上《奪面雙雄》的資料（英文）
- 豆瓣电影上《奪面雙雄》的資料 （简体中文）
- Box Office Mojo上《奪面雙雄》的資料（英文）
- TCM电影资料库上《奪面雙雄》的资料（英文）